# Olinde Rodrigues
Benjamin Olinde Rodrigues (Bordeaux, 6 de outubro de 1795 — Paris, 17 de dezembro de 1851), mais conhecido como Olinde Rodrigues, foi um matemático, banqueiro e economista francês. Na matemática é conhecido por ter formulado a fórmula de Rodrigues para séries de polinômios ortogonais e pela fórmula de rotação de Rodrigues.